# Lamprotornis hildebrandti
Lo storno di Hildebrandt (Lamprotornis hildebrandti (Cabanis, 1878)) è un passeriforme della famiglia Sturnidae, nativo del Kenya e della Tanzania.
Costituisce una superspecie con Lamprotornis pulcher e Lamprotornis shelleyi, altre due specie di storni diffusi nell'Africa centrale e orientale (Craig et alii, 2009). Il suo nome scientifico è stato coniato in onore di Johannes Hildebrandt, un collezionista ed esploratore tedesco che ne raccolse i primi esemplari in Kenya.

## Distribuzione e habitat
Questa specie è diffusa in Kenya e Tanzania negli spazi aperti con altitudini comprese tra i 500 e 2 200 m. L'habitat tipico sono le foreste aperte o le aree coperte da vegetazione spinosa. L'entità numerica della popolazione non è stata stimata, ma secondo lo IUCN non è tale da far rientrare la specie nei criteri di vulnerabilità. Questo dato, assieme ad un trend demografico stabile, l'ampio areale e le buone condizioni dell'habitat (che comprende anche un certo numero di aree protette) fa sì che lo stato di conservazione dello storno di Hildebrandt desti solo limitate preoccupazioni (IUCN, 2009; Craig et alii, 2009).

## Descrizione
Gli storni di Hildebrandt raggiungono, mediamente, i 18 cm di lunghezza e il peso di 69 g  (Craig et alii, 2009). Gli esemplari adulti presentano un piumaggio multicolore e iridescente sulla parte superiore del corpo e delle ali. Come per gli altri due esponenti della superspecie, questa iridescenza non è determinata da pigmenti, ma dalle interferenze della luce riflessa con la microstruttura delle piume. La testa è di colore blu come la maggior parte del piumaggio superiore; le ali sono bronzo-verdi con le remiganti blu; la gola e la parte superiore del petto sono viola lucido, mentre la coda è verde-blu lucido. La parte centrale del petto e quella superiore del ventre sono arancione chiaro, quella inferiore è, invece, rosso scuro. Il becco e le zampe sono nere. La specie non presenta caratteri di dimorfismo sessuale come differenze di dimensioni e piumaggio: maschi e femmine sono esteriormente identici. Gli esemplari giovani presentano, invece, una livrea completamente diversa dagli adulti, con le parti superiori di colore grigio-antracite e quelle inferiori marrone nocciola (Craig et alii, 2009).

## Biologia

### Alimentazione
L'alimentazione comprende sia insetti che frutta, anche se gli insetti sembrano essere il costituente principale della dieta. Le prede principali sono coleotteri, cavallette, termiti volanti. Nel suo stomaco sono stati trovati semi di Carissa spinarum, Euclea, Rhus e Apodytes dimidiata. Si ciba normalmente sul terreno, a coppie o piccoli gruppi, seguendo gli spostamenti di grandi mammiferi per catturare gli insetti scacciati dal loro passaggio; crea stormi misti con altre specie di storno (Craig et alii, 2009). 

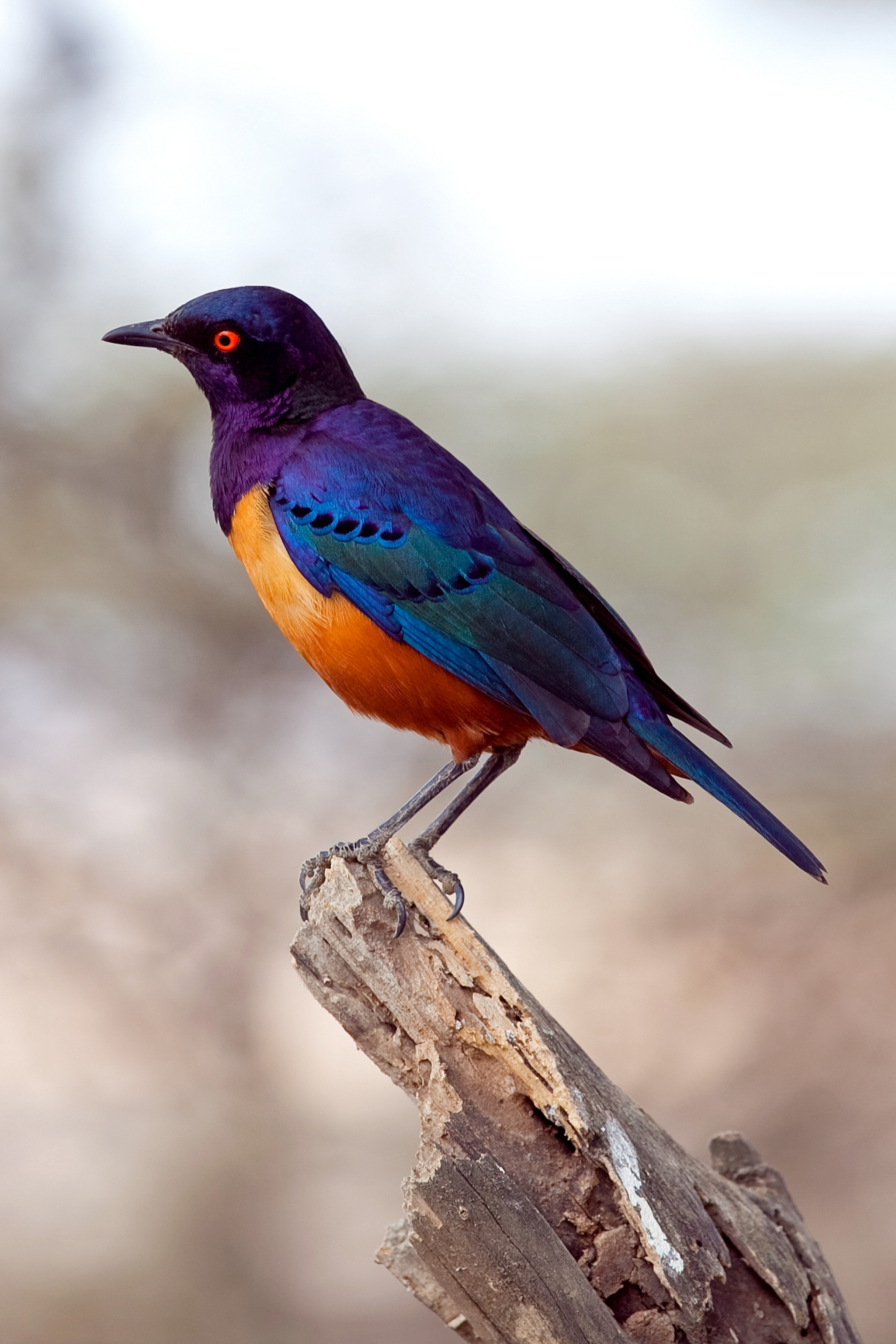
adulto in Tanzania.

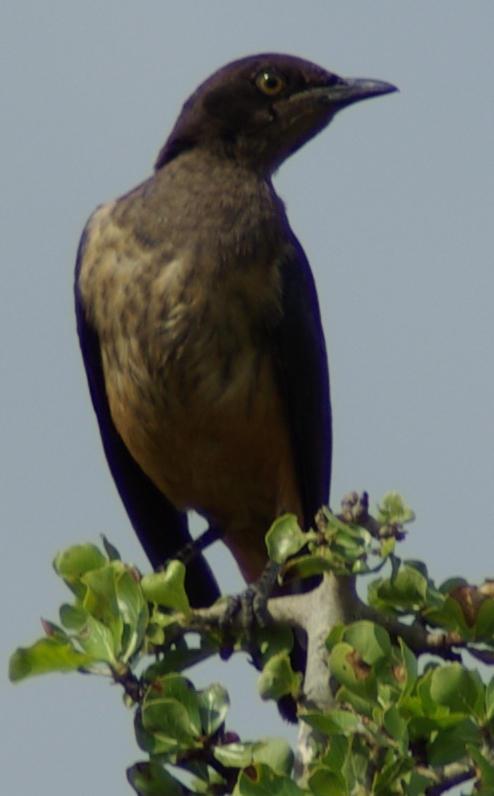
Giovane immaturo in Kenya.

### Etologia
Lo storno di Hildebrandt nidifica stagionalmente, usualmente da marzo a maggio e da ottobre a dicembre (da maggio a luglio in alcune parti del Kenya). Nidifica solitamente in coppia, ma l'allevamento cooperativo è stato registrato in alcune occasioni. Di norma, il nido - costituito da fibre vegetali - viene realizzato nella cavità degli alberi, nei nidi abbandonati dai picchi; ove questo non risulti possibile, è stato verificato che questo uccello arriva a nidificare anche nei buchi delle palizzate, dei lampioni o dei pali del telegrafo (Craig et alii, 2009).
Il comportamento di nidificazione è poco conosciuto, ma è noto che la femmina depone un numero di uova compreso tra 3 e 4 e che entrambi i genitori si dedicano alla nutrizione dei piccoli. Lo storno di Hildebrandt deve competere con Lamprotornis chalybaeus, per i siti di nidificazione, un uccello migratore molto comune in Africa e diffuso tra il Senegal, l'Etiopia e il Sudafrica, e i suoi nidi sono parassitati dal cuculo dal ciuffo (Craig et alii, 2009).
La specie presenta un tipico repertorio di canti e vocalizzi. Il canto è un lento e basso "ch-rak ch-rak chee-chee-wee chee-wee rak rak rak". Utilizza il verso "chu-ee" come segnale di allarme e "chule" come segnale di contatto (Craig et alii, 2009).